# Songs: Ohia/Rex
Songs: Ohia/Rex är en split-7" av Songs: Ohia och Rex, utgiven 1999. Skivan var limiterad till 2 000 exemplar.

## Låtlista
1. "Untitled" (Rex)
2. "How to Be Perfect Men" (Songs: Ohia)